# Ивановка (Красногорский район, Алтайский край)
Ива́новка — посёлок в Красногорском районе Алтайского края. Входит в состав Красногорского сельсовета.

## История
Основан в 1876 году. В 1926 году село состояло из 85 хозяйств. В национальном составе населения того периода преобладали русские. В административном отношении входило в состав Тайненского сельсовета Старо-Бардинского района Бийского округа Сибирского края.

## Население
| 1926 | 1997 | 1998 | 1999 | 2000 | 2001 |
| ---- | ---- | ---- | ---- | ---- | ---- |
| 490  | ↘97  | ↘90  | →90  | ↘78  | →78  |
| 2002 | 2003 | 2004 | 2005 | 2006 | 2007 |
| ↘64  | ↘63  | ↘49  | ↘45  | →45  | ↘41  |
| 2008 | 2009 | 2010 | 2011 | 2012 | 2013 |
| ↗44  | →44  | ↘37  | ↗39  | →39  | ↘34  |

### Национальный состав
Согласно результатам переписи 2002 года, в национальной структуре населения русские составляли 97 %.